# Українське Народознавство (видавництво)
Украї́нське Народозна́вство — видавництво, засноване Управлінням культури Полтавської обласної державної адміністрації та Державним музеєм-заповідником українського гончарства в Опішному наприкінці 1992 року. Спеціалізується на виданні книг, альбомів, періодичних видань з питань українського гончарства та керамології.
«Українське Народознавство» — єдине видавництво в Україні, яке розташоване в сільській місцевості.
Обсяг матеріалів з проблем народного гончарства, опублікованих видавництвом перевершив усе, що було написано про це ремесло впродовж XIX–ХХ століть.

## Історія створення
Музей гончарства в Опішному ще в 1987 році розробив широку програму видавничої діяльності. Першим кроком на цьому шляху мав стати всеукраїнський журнал студіювання культурної спадщини українців «Українське Народознавство», ідея створення якого виникла ще 1991 року. Теоретичні аспекти діяльності музею-заповідника втілювалися у внутрішній музейний простір набагато швидше, практично одразу, аніж затвердження на офіційному рівні. Так, назва «національний музей-заповідник», з'явилася в друкованих матеріалах за 10 років до отримання офіційного статусу. Так от, 1992 року були навіть виготовлені кругла печатка з відповідною назвою та посвідчення членів редакції журналу. Печатка мала відповідний логотип, як будь-яке поважне видавництво. Але, поки адаптували ідею журналу, з'явилася ідея видавництва в цілому. До того ж, численні проблеми становлення видавництва й першочергові завдання розбудови Гончарної Скарбниці України дещо переорієнтували нагальні пріоритети. Найбільш важливими для утвердження й розгортання діяльності музею-заповідника стали збирання, систематизація й публікація наукових знань саме про вітчизняне гончарство. Це дозволяло суттєво активізувати керамологічні дослідження й підійти до осмислення місця й ролі гончарства в системі традиційно-побутової культури українців. Уже за кілька років вдалося реалізувати унікальні видавничі проекти: побачили світ поважні наукові фоліанти енциклопедичного характеру, які підняли на новий рівень наші знання про українське гончарство, його етнографічні особливості, регіональні осередки, майстрів і їхні твори. Так з'явилося видавництво з однойменною назвою «Українське Народознавство».
На титульних сторінках першої книги збірника «Українське Гончарство» 1993 року поруч з логотипом видавництва «Молодь» красувався і логотип з впевненою абревіатурою на верхів'ї «УН», який перейшов також від журналу «Українське Народознавство».
Ще подібна історія. Національний музей-заповідник українського гончарства в Опішному ще 1990 року сповістив про намір видавати новітній український ілюстрований часопис, присвячений вітчизняному гончарству — журнал «Українське гончарство» [375, с.74]. Проте, за умов ще існуючих на той час цензури й заборон, усі зусилля реалізувати цей керамологічний проект виявився марним. Тільки 1993 року, вже після розвалу радянської імперії, музей-заповідник зміг видати першу, уже,  книгу національного культурологічного щорічника, який перейняв на себе назву журнальної ідеї: «Українське Гончарство» — перше всеукраїнське періодичне видання, зорієнтоване на висвітлення гуманітарних аспектів гончарної культури.
Упродовж 1993—1999 років побачили світ 4 книги «Українського Гончарства». Щорічники стали помітною подією в науковому житті країни, зробили значний внесок у справу вивчення та поширення в світі знань про вітчизняне гончарство. Вони справили відчутний вплив на утвердження й розвиток української керамології передовсім тим, що постійно привертали увагу до проблематики українського гончарства, виявляли сучасний стан наукових студій, популяризували наукові пошуки вітчизняних учених, заохочували молодих науковців до вивчення гончарної культури. Вони також активно інтегрували українську керамологію в світовий науковий простір, залучали до співпраці чужоземних дослідників, ставили питання про актуальність розробки термінологічного інструментарію новітньої наукової дисципліни. Традиції цього щорічника згодом плідно продовжили спільні друковані органи Інституту керамології та Національного музею-заповідника.
Багато книг видавництва були авангардними не лише в галузі гончарства, а й взагалі у сфері наукового пізнання традиційно-побутової культури українців. Значною мірою вони були піонерськими, а їх ідеї й донині продовжують втілювати вже інші столичні видавництва й автори. Зокрема, 1993 року «Українське Народознавство» вперше опублікувало фундаментальний «Ілюстрований словник народної гончарської термінології Лівобережної України (Гетьманщина)» Олеся Пошивайла. Лише через кілька років відтоді з'явилися подібні словники в інших видавництвах.
З діяльністю видавництва знайомилися Президенти України Леонід Кучма (1999) та Віктор Ющенко (2005), віце-прем'єр-міністри України, академіки НАН України Микола Жулинський та Іван Курас та багато інших державних діячів. Як визнання діяльності колективу й високого наукового рівня підготовки видань, мистецького поліграфічного виконання, дві книги видавництва — «Українське Гончарство» (Кн.2) та «Українці» (Кн.1) побачили світ з передмовами Президента України. Останнє видання і здійснене було за особистої підтримки Президента України Леоніда Кучми.
Колектив видавництва завжди був нечисленним — ніколи не перевищував семи чоловік. Проте, за будь-яких обставин, він був дружним, монолітним, захопленим ідеями національного відродження. Це — молоді люди, сповнені бажанням докласти власної праці до творення й примноження етнічних цінностей новітньої Української Держави. Середній вік працівників на момент заснування видавництва становив близько 25 років. Майже ніхто з них на той час не мав відповідної фахової освіти й практичного досвіду підготовки книжкових видань. Уміння, знання, можливості приходили як винагорода за ентузіазм, помножений на впертість, наполегливість, освячений безсонними ночами за рукописами й комп'ютерами.
Засновником, ідейним натхненником і організатором діяльності видавництва впродовж усіх років є його головний редактор, доктор історичних наук, професор Олесь Пошивайло. Він є одночасно науковим редактором і коректором усіх книг видавництва, літературним редактором багатьох видань, а також упорядником усіх наших наукових збірників, є автором книг і статей з проблем гончарства.
Виконавчим директором і перекладачем видавництва протягом 1992—1995 років був етнолог, керамолог, кандидат історичних наук, заслужений діяч мистецтв України Ігор Пошивайло. Саме на ці роки припадає організаційне становлення видавництва, формування його матеріально- технічної бази, пошуки авторів і перші книги. Нині він працює директором Національного меморіального комплексу «Героїв Небесної Сотні — Музею Революції Гідності» (Київ).
Від 1996 до 2000 року директором видавництва був Юрко Пошивайло. Саме він є художнім редактором, автором макетів і художнього оформлення всіх видань «Українського Народознавства».
Величезну допомогу в літературному редагуванні рукописів та підготовчих матеріалів на перших етапах надавала досвідчений філолог, професійний редактор Надія Попсуєнко (Київ), пізніше утворилася власна команда редакторів — Зоя Кулик, Людмила Гусар, Вікторія Яровата. Від перших днів підготовкою рукописів, їхнім комп'ютерним набором і макетуванням займалися наукові співробітники Світлана Мороховець, Інна Половникова та Юлія Панасюк. Потім до них приєдналися Вікторія Спільник, Олена Чуб, Олена Зубань, Валентина Сакун. Вікторія Спільник також виконувала обов'язки директора видавництва впродовж 2000—2010 років. З 2016 року організацією діяльністю видавництва займається завідувач Людмила Гусар. Нині колектив видавництва може виконувати підготовку оригінал-макетів будь-якої складності.
До співпраці з видавництвом залучалися прекрасні автори — провідні українські вчені — доктор мистецтвознавства, професор Юрій Лащук (Львів), доктор історичних наук, професор Олександр Курочкін (Київ), доктор філологічних наук, професор, академік Володимир Качкан (Івано-Франківськ), літературознавець Петро Ротач (Полтава), доктор історичних наук, професор, член-кореспондент НАН України Всеволод Наулко (Київ), доктор історичних наук, професор Анатолій Пономарьов (Київ), доктор історичних наук, професор Олександр Бобринський (Москва), доктор технічних наук, професор Галина Семченко (Харків) та багато інших визначних постатей української науки, культури і мистецтва. Багато з них на сьогодні вже відійшли в інші світи.

## Видання

### Керамологічна література
1994 року видавництво підготувало й видало книгу Володимира Качкана «Жива глина: Мандрівка в минуле та сьогоднішнє Опішного», в якій уперше в Україні для відтворення історії, сучасного стану й мистецьких досягнень славетного гончарного осередку широко використано епістолярну спадщину та спогади гончарів.
1998 року в тісній співпраці з доктором мистецтвознавства, професором Юрієм Лащуком (Львів) народилася книга «Покутська кераміка», в якій досліджено три яскраві осередки цього регіону: Коломию, Пистинь та Косів.
1999 року уперше в Європі було опубліковано біобібліографічний словник гончарів регіональної групи гончарних осередків, що знаходяться побіля Опішного, який узагальнив відомості про 229 майстрів 1850х років — кінця ХХ століття, — «Словник гончарів Глинського, Малих Будищ, Старих Млинів, Хижняківки» Віктора Міщанина. Ця праця й тепер залишається єдиною подібною в галузі народного мистецтва. Книга отримала почесну нагороду VI Форуму видавців у Львові — шкіряну грамоту.
1999 року видавництво підготувало унікальну колективну історико-етнографічну монографію у двох книгах «Українці» за науковою редакцією доктора історичних наук Анатолія Пономарьова, яка й донині залишається цінним джерелом знань про український народ, минувшину й сьогодення його традиційно-побутової культури. Двотомник відродив випуск «Українців» 1960 років, який було надруковано, але тираж заборонено цензурою і знищено. «Звільнення з-під 40-річного арешту» — такі були заголовки багатьох газетних статей на цю тему. 1999—2001 року відбулися численні презентації за участі представників міністерства культури і мистецтв України, в тому числі міністра Юрія Богуцького, Кабінету Міністрів України, Інституту літератури Національної академії наук України, Полтавської обласної державної адміністрації, управління культури Полтавської облдержадміністрації, науковців, мистецтвознавців, письменників, авторів статей. Представлення «Українців» відбулися в «Українському домі» (Київ, листопад, 1999), Державному комітеті інформаційної політики (Київ, листопад, 2000), «Будинку письменників» Національної спілки письменників України (Київ, лютий 2001) та в інших містах.
2000 року у видавництві «Українське Народознавство» уперше в Україні полтавець Ігор Пошивайло опублікував фундаментальну монографію про світове гончарство як полісемантичний комплекс культурних знаків «Феноменологія гончарства: семіотико-етнологічні аспекти». Книга стала одним із вершинних досягнень не лише вітчизняної, а й світової керамологічної думки. Це видання отримало нагороду VII Форуму видавців у Львові: шкіряну грамоту та скляного равлика — символ львівських книжкових виставок.
З-поміж новітніх наукових праць були піонерські монографії співробітників Інституту, підготовлені в рамках відомчого проекту Національної академії наук України «Гончарство України ХХ — початку ХХІ століття: історія, сучасність, перспективи». Зокрема, книгою доктора філософських науку Леоніда Сморжа «Гончарівна (одержима керамікою)» Інститут започаткував книжкову серію «Славетні гончарі України» і водночас керамологічне п'ятикнижжя, присвячене життєвому й творчому шляхові видатної української гончарки, заслуженого майстра народної творчості України Олександри Селюченко (1921—1987).
Монографія молодшого наукового співробітника Віктора Міщанина «Північна група малих осередків гончарства Опішненського гончарного району (друга половина ХІХ — ХХ століття)» (2005), підготовлена за фінансової підтримки Державного фонду фундаментальних досліджень Міністерства освіти і науки України, є першою в українській керамології фундаментальною працею про історичну долю та етнічні особливості гончаротворення окремо взятої групи майстрів малих осередків українського гончарства. Дослідження завершило піонерський науковий проект Національного музею-заповідника українського гончарства в Опішному та Інституту керамології — відділення Інституту народознавства НАН України, присвячений фундаментальному вивченню локальної групи гончарних осередків.
2007—2008 року видавництво «УН» підготувало серію унікальних керамологічних праць:
- 2007 року вперше в Україні Анатолій Щербань опублікував керамологічну монографію «Прядіння і ткацтво у населення Лівобережного Лісостепу України VII — початку III століття до н. е. (за глиняними виробами)», яка є першим в Україні монографічним дослідженням палеокераміки як історичного джерела для вивчення давніх господарських занять.
- 2007 року вперше в Україні Олесь Пошивайло опублікував керамологічну монографію «Українська академічна керамологія XXI сторіччя», яка є першим в Україні дослідженням про теорію української керамології.
- 2008 року в Опішному вперше в Україні опубліковано «Короткий довідник сучасних українських керамологів».
- 2008 року опішненці Олесь Пошивайло і Людмила Овчаренко опублікували перше в Україні керамологічне монографічне дослідження про функціонування гончарної школи в одному окремо взятому гончарному осередку — епохальне трикнижжя «Гончарний здвиг Донбасу», що започаткувало академічну керамологічну серію видань «Гончарні школи України». Продовженням серії стали книги Людмили Овчаренко: «Гончарство Макарового Яру (друга половина ХІХ — перша половина ХХ століття)» (2011); «Кам'янець-Подільський осередок гончарної освіти в Україні (1905—1933)» (2015).
- 2008 року полтавка Оксана Коваленко опублікувала перше в Україні керамологічне монографічне дослідження про глиняні люльки: «Глиняні люльки XVII—XVIII століть (за матеріалами Полтавщини)».

Насиченими на різноманітні події, зустрічі, дослідження, презентації були й наступні 2009—2010 роки — час підготовки до друку унікального альбому присвяченого найбільшій і найкоштовнішій у світі колекції глиняних мальованих мисок, виготовлених гончарями всесвітньо відомої столиці українського гончарства — містечка Опішного з приміськими селами — альбом «Опішнянська мальована миска другої половини ХІХ — початку ХХ століття (у зібранні Російського етнографічного музею в Санкт-Петербурзі)» — який є першою в історії Української Держави фундаментальною публікацією українських культурних цінностей, що зберігаються в музеях Російської Федерації. Представлені в ньому твори постають вершинним явищем української мальованої кераміки другої половини ХІХ — початку ХХ століття. Більшість із них опубліковано вперше. Видання започаткувало довготривалий Національний науково-видавничий проект «Гончарна спадщина України XVII—XX століть» у 70 книгах. Його метою є наукове вивчення, введення в науковий обіг і популяризація досягнень українського гончарства, інтеграція гончарної спадщини України в світовий культурний процес. 2010 року відбулися численні презентації даного альбому за участі державних діячів, науковців, мистецтвознавців, української діаспори Санкт-Петербурга та Москви, в Російському етнографічному музеї в Санкт-Петербурзі, Українському культурному центрі в Москві, а також презентації під час книжкових форумів, що проходили в Україні.  Наразі йде підготовка нового унікального альбому даного проекту під назвою «Скульптурне бароко Остапа Ночовника».
У рамках відомчих наукових проектів Національної академії наук України — «Гончарство України ХХ — початку ХХІ століття: історія, сучасність, перспективи» та «Гончарство України як джерело історичних реконструкцій (від найдавніших часів до ХІХ століття)» завершено підготовку і видання фундаментальних наукових праць, рекомендованих Ученою радою до друку. Серед них книги академічної серії видань «Українські керамологічні студії»:
- кандидата історичних наук Олега Белька: «Діяльність органів земського самоврядування з розвитку й популяризації гончарного промислу Полтавщини (1876—1919)» (2017);
- кандидата історичних наук Анатолія Гейка: «Гончарство населення скіфського часу Дніпровського Лісостепового Лівобережжя» (2011); «Ремонт глиняного посуду: історія, традиції, звичаї» (2013); «Гра „Крем'яхи“ як джерело наукових студій» (2015);
- кандидата історичних наук Вікторії Котенко: «Історія української археологічної керамології (1918—1953)» (2018);
- кандидата історичних наук Людмили Меткої: «Гончарство Слобідської України в другій половині ХІХ — першій половині ХХ століття» (2011); «Глина й глиняний посуд в українській народній медицині (ХІХ — початок ХХІ століття)» (2014);
- кандидата історичних наук Віктора Міщанина: «Репресивні заходи радянського тоталітарного режиму в галузі традиційного гончарства України (1930-ті — 1950-ті роки)» (2013);
- кандидата історичних наук Людмили Овчаренко: «Гончарство Макарового Яру (друга половина ХІХ — перша половина ХХ століття)» (2011); «Кам'янець-Подільський осередок гончарної освіти в Україні (1905—1933)» (2015), «Гончарне шкільництво як визначальний фактор творчого розвитку українського традиційного гончарства» (2018);
- кандидата історичних наук Марії Пошивайло: «Гончарний код українського фольклору (семіотика, образність, атрибутика, текстологія)»  (2015);
- кандидата історичних наук Юрія Пуголовка: «Будівельна справа літописних сіверян» (2016), «Історія української археологічної керамології (1991—2016)» (2018);
- доктора історичних наук Костянтина Рахна: «Перунове полум‘я. Міфологія та обрядовість слов‘янських гончарів» (2012); «Свистопляска і Ренкавка. Глиняні вироби в традиційно-побутовій культурі як джерело формування національної ідентичності слов'янських народів» (2013);
- кандидата історичних наук Анатолія Щербаня: «Декор глиняних виробів Лівобережної України від неоліту до середньовіччя» (2011).

2017 року виданням книги «Розповіді про незабутнє і незабутніх (спогади)» доктора філософських наук, колекціонера опішненської кераміки Леоніда Сморжа було започатковано академічну серію видань «Українська керамологічна мемуаристика». Цього ж року було опубліковано книгу, що порушує питання реставрації кераміки, — монографію Тетяни Краснової «Дослідження, реставрація і зберігання музейної кераміки».
Також видавництво «Українське Народознавство» готує до друку альбоми-каталоги Національних виставок-конкурсів художньої кераміки, фотоконкурсів. Серед них альбоми:
- Першої, Другої, Третьої Національних виставок-конкурсів художньої кераміки «КерамПІК у Опішному!»;
- Першого та Другого Національних фотоконкурсів у Опішному «Гончарні ВІЗІЇ країни».

Ідея журналу все-таки втілилася в життя, але в іншому форматі. Перший номер першого в Україні «Українського керамологічного журналу» було публічно презентовано 2 серпня 2001 року. У передньому слові до нього зазначалося, що «першочерговим завданням „Українського керамологічного журналу“ буде інформування громадськості про новітні досягнення українських учених-керамологів, мистців, виробничників у галузі кераміки, популяризація гончарської спадщини українців, підтримка пріоритетних напрямків розвитку сучасної технічної кераміки. Вивчення генезису гончарства, історії формування самобутніх гончарських центрів і притаманних їм художньо-стильових систем; мистецтвознавчий аналіз творів народних майстрів-гончарів і художників-керамістів; дослідження звичаєвості, обрядовості мистців; особливості технологічних процесів і таємниці професійної майстерності; події в Україні і в світі, пов'язані з гончарством, керамікою, стануть предметом висвітлення на сторінках нашого, українського керамологічного журналу». У першому номері також було опубліковано Наказ Президента України про надання Музею статусу Національного.
Часопис став важливою ланкою процесу підготовки наукових кадрів керамологів, ефективним мас-медійним засобом донесення до наукової спільноти найважливіших наукових результатів українських керамологів, утвердження сучасних уявлень про завдання керамологічних студій і способи їх вирішення, своєрідною публічною трибуною не лише академічної наукової установи, а й дослідників гончарства всієї України і сусідніх з нею країн, одним із напрямків інтегрування української керамології в міжнародний науковий простір. Часопис пройшов державну реєстрацію, отримав міжнародний ідентифікаційний номер (ISSN), штрих-код; ввійшов до переліку наукових фахових видань ВАК України. Мав регіональні представництва в Києві, Харкові, Львові, а також за межами України (Австралія і Океанія). Упродовж 2001—2005 років побачили світ 12 випусків. На даний час підготовка часопису в такому форматі призупинена. Але в найближчому майбутньому планується відновити випуск журналу.
Основною відмінністю іншого друкованого органу Інституту керамології — та Національного музею-заповідника — національного наукового щорічника «Українська керамологія», що видається з 2001 року — є опублікування великих за обсягом статей з керамологічної проблематики, матеріалів наукових конференцій та архівних ілюстративних матеріалів, зібраних корифеями української керамології. Щорічник пройшов державну реєстрацію, отримав міжнародний ідентифікаційний номер (ISSN), штрих-код; ввійшов до переліку наукових фахових видань ВАК України. Впродовж 2001—2005 років побачили світ дві книги; підготовлено до друку третю книгу, але підготовка збірника в такому форматі була призупинена і з 2011 року збірник виходить в іншій концепції. Кожна книга присвячується певній науковій конференції, організаторами яких є Національний музей-заповідник та Інститут керамології.
Ще 1989 року щойно заснований Музей гончарства в Опішному одним із своїх першочергових завдань визначив «формування книгозбірні з питань гончарства, складання бібліографічних покажчиків з питань функціонування гончарного промислу». Орієнтиром для музею-заповідника стали поважні чужоземні керамологічні бібліографічні видання. У європейських країнах, при найбільших керамологічних центрах (науково-дослідні установи, музеї) сформовано великі зібрання літератури з різноманітних проблем гончарства, наприклад, при Міжнародній академії кераміки і Музеї Аріана в Женеві (Швейцарія), Міжнародному музеї кераміки у Фаенце (Італія), Нідерландському музеї кераміки в Левардені (Нідерланди). Тамтешні бібліотеки видають щорічні покажчики нових надходжень, що дозволяють легко орієнтуватися в світових тенденціях творення та вивчення кераміки.
Отож, ще один друкований орган Інституту керамології та Національного музею-заповідника, а саме — перший і єдиний в Україні національний науковий щорічник «Бібліографія українського гончарства» — нині постає унікальним бібліографічним явищем в українських гуманітарних науках. Видається він з 2000 року; пройшов державну реєстрацію, отримав міжнародний ідентифікаційний номер (ISSN), штрих-код; розповсюджується вроздріб і у формі книгообміну. Досі побачили світ 10 випусків;. У кожному з них співробітники Керамологічної бібліотеки України Інституту керамології та Гончарської книгозбірні України Національного музею-заповідника щорічно анотують від 500 до 1 тисячі публікацій в Україні з різноманітних проблем українського гончарства, кераміки, керамології.

### Народознавча література
Водночас із виданням керамологічних праць, видавництво «Українське Народознавство» не відмовлялося й від підготовки народознавчих праць.
Зокрема, у серії «Полтавська родина» побачили світ книги славетного полтавського літературознавця Петра Ротача «Іван Котляревський у листуванні» (1994) та «Грудочка любимої землі: Василь Симоненко і Полтавщина» (1995).
У серії «Українські етнологічні студії» побачила світ монографія доктора історичних наук Олександра Курочкіна "Українські новорічні обряди «Коза» і «Маланка» (1995).

## Співпраця
Суттєвою особливістю видавництва є й те, що воно, окрім усього іншого, стало основною базою поліграфічного забезпечення робочими матеріалами (програмами, каталогами, буклетами, запрошеннями, дипломами тощо) національних симпозіумів гончарства, міжнародних інтерсимпозіумів кераміки, всеукраїнських наукових керамологічних конференцій, дитячих фестивалів, національних конкурсів художньої кераміки, організаторами яких є Національний музей-заповідник українського гончарства в Опішному, Інститут керамології — відділення Інституту народознавства НАН України, Українське керамічне товариство, тепер уже Громадську об'єднання «Конгрес українських керамологів».

## Досягнення
Більшість видань «Українського Народознавства» відзначені нагородами найпрестижніших вітчизняних конкурсів книги та книговидавців (постійно з 1998), Національних конкурсів публікацій на теми керамології, гончарства, кераміки в Україні «КеГоКе» (постійно з 2007).
Ось деякі з них: лауреат Всеукраїнського конкурсу «Художник та друкарство України» (Київ, 1998), VI Форуму видавців у Львові (Львів, 1999), VII Форуму видавців у Львові (Львів, 2000), III Київської міжнародної книжкової виставки-ярмарку «Книжковий сад-2001» (Київ, 2001), Всеукраїнського конкурсу «Мистецтво книги України» (Київ, 2001), Всеукраїнського конкурсу «Художник та друкарство України» (Київ, 2003); VII Міжрегіональної виставки-презентації «Книжковий світ–2007» (Київ, 2007), Київської міжнародної книжкової виставки-ярмарку «Книжкові контракти» (Київ, 2007), VI книжкової виставки-ярмарку «Хортицькі джерела» (Запоріжжя, 2008), обласного конкурсу «Краща книга Полтавщини» (Полтава, 2008), VI Київської міжнародної книжкової виставки-ярмарку (Київ, 2010), XVII Форуму видавців у Львові (Львів, 2010), обласного конкурсу «Краща книга Полтавщини» (Полтава, 2010, 2018), Всеукраїнського рейтингу «Книжка року» (Київ, 2010), IX Міжнародного конкурсу країн-учасниць СНД «Мистецтво книги» (2012), Премія Президента України «Українська книжка року» в номінації «За вагомий внесок у розвиток українознавства», УКАЗ ПРЕЗИДЕНТА УКРАЇНИ № 308/2013 (2013).
Видання «Українського Народознавства» відзначені нагородами престижних вітчизняних конкурсів книги та книговидавців:
- щорічник «Українське Гончарство» — лауреат Всеукраїнського конкурсу «Художник та друкарство України» (1998);
- щорічник «Українська Керамологія» — лауреат Всеукраїнського конкурсу «Художник та друкарство України» (2003);
- щорічник «Український керамологічний журнал» — переможець в номінації «Періодичні видання» конкурсу музейних наукових та рекламних видань Всеукраїнського музейного фестивалю (2005);
- монографія Віктора Міщанина «Словник гончарів Глинського, Малих Будищ, Старих Млинів, Хижняківки» стала переможцем VI Форуму видавців у Львові в номінації «Художньо-мистецьке, музичне або краєзнавче видання» (1999);
- книга Ігоря Пошивайла «Феноменологія гончарства» на VII Форумі видавців у Львові, відзначена спеціальною нагородою (2000);
- історико-етнографічна монографія «Українці» є Лауреатом Всеукраїнського конкурсу «Мистецтво книги України» та Лауреатом III Київської міжнародної книжкової виставки-ярмарку «Книжковий сад-2001» в номінації «Найкраще видання до 10-річчя незалежності України» (2001);
- монографія Людмили Овчаренко «Гончарне шкільництво як визначальний фактор творчого розвитку українського традиційного гончарства (1894—1941)» посіла І місце в номінації «Культура і мистецтво» конкурсу «Краща книга Полтавщини» (2018);
- книги Вікторії Котенко «Історія української археологічної керамології (1918—1953)» та Юрія Пуголовка «Історія української археологічної керамології (1991—2016)» здобули І місце в номінації «Краща університетська книга» конкурсу «Краща книга Полтавщини» (2018);
- книга Леоніда Сморжа «Розповіді про незабутнє і незабутніх (спогади)» зайняла ІІІ місце в номінації «Краще історико-краєзнавче видання» конкурсу «Краща книга Полтавщини» (2018).